# 法拉巴 (庫利科羅區)
法拉巴（法語：Faraba），是馬里的城鎮，位於該國西部，由庫利科羅區的卡蒂省負責管轄，面積502平方公里，海拔高度358米，2009年人口9,577，人口密度每平方公里19人。